# Loranthus
Loranthus Jacq., 1762 è un genere di piante epifite appartenente alla famiglia delle Lorantacee.

## Descrizione
Sono piante epifite a portamento arbustivo.

## Distribuzione e habitat
L'areale del genere si estende dall'Europa, attraverso le zone temperate dell'Asia, sino al nord dell'Indocina .

## Tassonomia
Il genere comprende le seguenti specie:
- Loranthus delavayi Tiegh.
- Loranthus europaeus Jacq.
- Loranthus grewingkii Boiss. & Buhse
- Loranthus guizhouensis H.S.Kiu
- Loranthus kaoi (J.M.Chao) H.S.Kiu
- Loranthus pseudo-odoratus Lingelsh.
- Loranthus tanakae Franch. & Sav.